# Якоб Лаурсен
Якоб Лаурсен (дан. Jacob Laursen, нар. 6 жовтня 1971, Вейле) — данський футболіст, що грав на позиції захисника.
Виступав, зокрема, за «Сількеборг» та «Дербі Каунті», а також національну збірну Данії. Учасник чемпіонату світу 1998 року, чемпіонату Європи 1996 року, Олімпійських ігор 1992 року у Барселоні, а також володар Кубка конфедерацій 1995 року.

## Клубна кар'єра
У дорослому футболі дебютував 1989 року виступами за команду клубу «Вайле», в якій провів три сезони, взявши участь у 67 матчах чемпіонату. У 1989 році він був визнаний кращим молодим футболістом Данії. Після Олімпійських ігор у Барселоні Якоб перейшов в «Сількеборг». У 1994 році він допоміг команді виграти чемпіонат Данії. 
У 1996 році Лаурсен перейшов у англійський «Дербі Каунті». Сума трансферу склала 500 тис. фунтів. За команду він провів більше 130 матчів у Прем'єр-лізі, а в сезоні 1998/99 був визнаний найкращим футболістом року в клубі.
Влітку 2000 року Лаурсен повернувся до Данії, де уклав контракт з «Копенгагеном». У 2001 році Якоб удруге виграв чемпіонат Данії. Взимку 2002 року Лаурсен втратив місце в основі і покинув команду. Він прийняв запрошення англійського «Лестер Сіті». За нову команду Якоб зіграв 10 матчів, після чого у нього стався конфлікт з керівництвом клубу і данець був відправлений в короткострокову оренду в «Вулвергемптон Вондерерз». Після «вовків» Лаурсен повернувся на батьківщину, в «Орхус», також на правах оренди. В сезоні 2002/03 він повинен був знову виїхати в оренду, але відмовився виступати за грецький ПАОК. У листопаді 2002 року він покинув «Лестер» по вільному трансферу. 
У квітні 2003 року Лаурсен підписав контракт з віденським «Рапідом», але незабаром покинув команду. Він повернувся в Данію, де один сезон провів у клубі другого дивізіону «Вайле».
Завершив професійну ігрову кар'єру у клубі «Фредеріція», за команду якого виступав протягом 2004—2005 років.

## Виступи за збірні
Протягом 1990—1993 років залучався до складу молодіжної збірної Данії. На молодіжному рівні зіграв у 24 офіційних матчах. У 1992 році Лаурсен взяв участь у Олімпійських іграх у Барселоні. На турнірі він зіграв у всіх трьох матчах.
8 січня 1995 року в матчі Кубка Короля Фахда (Кубка конфедерацій) проти збірної Саудівської Аравії Якоб дебютував у складі національної збірної Данії. На турнірі він взяв участь у всіх матчах і виграв золоті медалі. 
У 1996 році Лаурсен був включений в заявку на участь у чемпіонаті Європи у Англії. На турнірі він взяв участь у зустрічі проти збірної Хорватії. На чемпіонаті світу 1998 року у Франції Якоб також резервним футболістом і зіграв лише в матчі проти збірної Франції.
У 1999 році він зіграв свою останню гру в данській збірній і загалом протягом кар'єри у національній команді, яка тривала 5 років, провів у формі головної команди країни 25 матчів.

## Титули і досягнення
- Чемпіон Данії (2):

«Сількеборг»: 1993/94
«Копенгаген»: 2000/01
- Володар Кубка Короля Фахда (1):

Данія: 1995